# Diego Orlando Suárez
Diego Orlando Suárez Saucedo (Santa Ana del Yacuma, 7 de octubre de 1992) es un futbolista boliviano. Juega como centrocampista y su equipo actual es Atlético Juniors de la Asociación Cruceña de Fútbol.

## Trayectoria
Debutó con Blooming el 1 de febrero de 2007 en un encuentro por Copa Libertadores ante el Santos, convirtiéndose, con 14 años y 4 meses, en el jugador más joven en la historia de la Copa Libertadores, un récord que aún ostenta.

## Selección nacional

### Categorías inferiores
Suárez jugó en la categorías menores de su país. En 2007 fue convocado a la selección sub-17 para ser parte del equipo que disputó el Sudamericano Sub-17 de ese año realizado en Ecuador, disputando cuatro encuentros y marcando dos goles.
En 2009 fue nominado para jugar el Sudamericano Sub-20 y más tarde el Sudamericano Sub-17.
| Torneo                      | Sede      | Resultado    | Partidos | Goles |
| --------------------------- | --------- | ------------ | -------- | ----- |
| Sudamericano Sub-17 de 2007 | Ecuador   | Primera fase | 4        | 2     |
| Sudamericano Sub-17 de 2009 | Chile     | Segunda fase | 2        | 0     |
| Sudamericano Sub-20 de 2009 | Venezuela | Primera fase | 4        | 0     |
| Total                       | Total     | Total        | 10       | 2     |

## Clubes
| Club              | País    | Año         |
| ----------------- | ------- | ----------- |
| Blooming          | Bolivia | 2006-2007   |
| FC Dinamo-2 Kiev  | Ucrania | 2007 - 2016 |
| Blooming (cedido) | Bolivia | 2014        |
| Oriente Petrolero | Bolivia | 2016 - 2018 |
| San José          | Bolivia | 2019        |
| Atlético Juniors  | Bolivia | 2025 -      |